# Chi Geminorum
Désignations
Chi Geminorum (en abrégé χ Gem) est une étoile binaire de la constellation zodiacale des Gémeaux, située près de la limite avec celle du Cancer. Elle est visible à l'œil nu avec une magnitude apparente de 4,98. Le système présente une parallaxe annuelle de 12,73 mas mesurée par le satellite Hipparcos, ce qui permet d'en déduire qu'il est distant d'environ ∼ 260 a.l. (∼ 79,7 pc) de la Terre.

## Propriétés
Chi Geminorum est une binaire spectroscopique avec une période orbitale d'environ 2 438 jours (soit 6,68 ans) et une excentricité faible de 0,06. Sa composante visible est une étoile géante rouge de type spectral K2 III. C'est une étoile à baryum candidate qui montre une légère surabondance de cet élément chimique, et qui a probablement été accrété lors d'un transfert de masse avec un compagnon qui est désormais une naine blanche. L'étoile primaire est estimée être 83 % plus massive que le Soleil et être âgée d'environ deux milliards d'années. Son rayon est 14 fois plus grand que le rayon solaire, elle est 79 fois plus lumineuse que le Soleil et sa température de surface est de 4 560 K. L'étoile tourne sur elle-même à une vitesse de rotation projetée de 3,8 km/s.

## Nomenclature
χ Geminorum, latinisé Chi Geminorum, est la désignation de Bayer de l'étoile, l'astronome allemand l'incluant dans la constellation des Gémeaux. Flamsteed décide quant à lui de l'inclure dans la constellation voisine du Cancer, probablement parce qu'elle était précédée par plusieurs étoiles de cette constellation en ascension droite et qu'elle en paraissait plus proche. Elle reçut ainsi la désignation de Flamsteed de 6 Cancri. Lorsque les frontières des constellations ont été formellement définies en 1930, l'étoile s'est retrouvée dans les Gémeaux.